# MamboLosco
MamboLosco, pseudonimo di William Miller Hickman III (Vicenza, 16 agosto 1990), è un rapper italiano con cittadinanza statunitense.

## Biografia

### 2014-2018: primi anni
Nato a Vicenza nel 1990 da padre statunitense militare dell'esercito e madre pugliese originaria di Brindisi, MamboLosco è cresciuto negli Stati Uniti. Muove i primi passi verso la musica nel 2014, quando registra le prime canzoni in lingua inglese. Il primo brano ufficiale, Mama I Did It Again, viene pubblicato il 10 febbraio 2017 su YouTube e realizzato in collaborazione con il rapper Luscià. Il 7 aprile viene pubblicato il primo singolo in italiano Come se fosse normale, che presenta come ospite Nashley. Successivamente i due, insieme a Edo Fendy, Kerim e il produttore Nardi, fondano il collettivo Sugo Gang. Il 4 agosto è la volta di Me lo sento, seguito da Guarda come flexo il 20 settembre: realizzato con Edo Fendy, ha raggiunto la sessantatreesima posizione nella Top Singoli, ricevendo la certificazione di disco di platino. Lo stesso anno ha firmato per l'etichetta della Dark Polo Gang Triplosette Entertainment, seguita dalla firma per Virgin Records.
Nel 2018 viene pubblicato il singolo Guarda come flexo 2, il quale debutta alla sedicesima posizione della Top Singoli e riceve la certificazione di disco d'oro. A fine anno scrive una strofa per Expensive, unica traccia con featuring nel disco della Dark Polo Gang Trap Lovers. Il 2019 inizia con la pubblicazione del singolo Bingo, che ha debuttato in classifica alla posizione 35, e del featuring nella versione italiana di Loco, singolo del DJ neerlandese Yung Felix entrato in rotazione radiofonica il primo marzo. Il 3 maggio è stato pubblicato il singolo Arcobaleno, accompagnato da un video musicale diretto da Tommaso Arnaldi e Francesca Pionati: il brano ha raggiunto la sessantaquattresima posizione della Top Singoli ed è passato in radio una settimana dopo la sua pubblicazione.

### 2019-2020: il successo conArteeCaldo
Il 7 giugno 2019 è arrivato il successo con il singolo Lento, realizzato con Boro e Don Joe. Il singolo, la cui versione remix presenta una strofa di Lola Índigo, ha raggiunto la nona posizione in classifica ed è stato certificato doppio disco di platino. Il 12 settembre MamboLosco ha pubblicato il suo primo album in studio, Arte: il disco presenta ospiti come Enzo Dong, Nashley, Tony Effe e Pyrex della Dark Polo Gang, Boro e Shiva. Le produzioni sono state affidate al beatmaker della Sugo Gang Nardi, affiancato in alcune tracce da Sick Luke, Ava e Mojobeatz. Arte è fortemente influenzato dalla trap statunitense, grande punto di forza per il disco secondo Riccardo Primavera di Rockol, che gli garantisce la terza posizione nella Top Singoli e un disco d'oro.
Il 24 aprile 2020 è stato pubblicato il singolo Il passo con Samurai Jay, che anticipa la pubblicazione del secondo album Caldo, realizzato con Boro, pubblicato il 3 luglio seguente. Composto da undici tracce, nel disco sono contenuti i remix di Lento e Twerk, oltre che a featuring come la Dark Polo Gang, Beba, Anna, Rosa Chemical e Geolier. Il disco, registrato a Barcellona, presenta una sonorità estiva riconducibile al reggaeton e alla musica latina. Dopo l'album ha partecipato al singolo Andale di Niko Pandetta

### 2021-presente:Facendo faccende
Il 2021 è iniziato con la partecipazione, il 5 gennaio, nel singolo di Malerba No Good. Il 19 febbraio ha partecipato con Radical al singolo di Rosa Chemical Britney, prodotto da Bdope e Mothz. Ha partecipato anche al remix del brano Ballas di Diss Gacha, Sala e Janga ODT. Ha pubblicato poi nel 2021 il singolo Demone come primo estratto di Facendo faccende, prodotto da Nardi e Finesse, che fu disco d'oro. In seguito partecipa al singolo OnlyFans degli Slings che vinse il disco di platino e SkuSku di Pyrex che fu il secondo estratto prima di pubblicare il terzo estratto di Facendo faccende, sempre prodotto da Nardi e Finesse, Pull Up, anche quest'ultimo disco d'oro. 
Nel 2022 ha partecipato al singolo 123 di Niko Pandetta per poi pubblicare BlaBlaBla, terzo estratto di Facendo faccende, produzioni sempre di Nardi e Finesse e fu il terzo singolo consecutivo ad essere disco d'oro. È uscito poi il singolo #Si in compagnia di Tony Effe come quarto estratto. Ha partecipato in seguito al remix della canzone Thick degli Slings e pubblicato il quinto estratto dell'album chiamato Bandito, ancora prodotto da Nardi e Finesse. Compare nell'album di Anna nel brano Advice, certificato disco d'oro.
Nel 2023 è tornato con il sesto estratto dell'album chiamato Pochi pochi, produzioni sempre affidate a Nardi e Finesse. Compare in seguito nel singolo di VillaBanks Il doc 3 insieme a Tony Effe, gli Slings e i produttori Linch e Andry The Hitmaker, quest'ultimo singolo è stato certificato disco di platino. Ha pubblicato l'ottavo estratto di Facendo faccende insieme a Rondodasosa: il singolo Karma. Il 26 maggio 2023 pubblica il suo secondo album da solista Facendo faccende. Le produzione sono affidate a Nardi e Finesse, oltre i feat elencati in precedenza si possono trovare le collaborazioni di Niko Pandetta, Anna, VillaBanks, Tony Boy, Slings, e Emis Killa. Torna poi ad ottobre 2023 ospite del singolo Cheerleader di Boro con Andry The Hitmaker, e in seguito partecipa al singolo di Diss Gacha Ballas 2 prodotto da Sala. Nel 2024 ha pubblicato i singoli Guarda come fl3xo e Cuori spezzati.

## Controversie

### Gallagher
MamboLosco ha partecipato al singolo di Diss Gacha Ballas 2, prodotto da Sala. In questo singolo il rapper ha attaccato il collega romano Gallagher, che ha risposto caricando una traccia chiamata Il mambo della morte a cui MamboLosco ha replicato con un freestyle su Instagram che è stato criticato per aver perso il dissing e per la scarsa qualità della canzone. Inoltre, è stato accusato di aver pagato delle pagine sui social media per sponsorizzare la propria canzone; in seguito Gallagher lo dissò nuovamente nella traccia Redrum.

## Discografia
- 2019 – Arte
- 2020 – Caldo (con Boro)
- 2023 – Facendo faccende